# Pol Martin
Pour les articles homonymes, voir Martin.
Halna du Fretay, dit le chef Pol Martin, est un chef gastronomique et restaurateur québécois d'origine française né en 1929 à Nantes en France et décédé le 16 septembre 2007 à Carlisle en Ontario à 78 ans, des suites d'un cancer,.

## Biographie

### Débuts
Le chef Pol Martin commencera à étudier la cuisine à Paris avant de travailler dans divers restaurants en Europe.

### Arrivée au Canada
Le chef Pol Martin arrive au Canada en 1954. Dans les années 1970 et ce jusqu'en 1981, il tient une école de cuisine à Montréal. Il écrira en 1971 son premier ouvrage de cuisine, Les recettes de Pol Martin, qu'il publie à compte d'auteur. Suivent aux Éditions de l'Homme de 1974 à 1978 d'autres ouvrages de cuisine intéressants comme Le robot culinaire, entre autres. Il sera chroniqueur à la revue Télécuisine qu'il conçoit avec d'autres chefs sous la bannière Les Entreprises Télédition de 1978 à 1986. Il élabore et anime une série télévisée anglophone de plusieurs saisons à Montréal, à la chaîne CFCF-TV 12 sous le titre The Art of Cooking et obtient un succès remarquable au Canada.

### Les années en Ontario
Après la fermeture de son école de cuisine en 1981, il déménage en Ontario. Il se consacre à l'écriture d'ouvrages de cuisine et d'articles pour des magazines. Il aura rédigé, entre autres, Les Meilleures recettes du Chef Pol Martin (volumes 1 et 2, pour les Entreprises Télédition), La Cuisine facile (pour les Éditions La Presse), Le grand livre de la cuisine de Pol Martin (pour les Éditions Brimar), D'un délice à l'autre (pour les Éditions Brimar), À table : recettes faciles et délicieuses (pour les Éditions Brimar) et Pol Martin à son meilleur (pour les Éditions Tormont).

### Décès
Le 16 septembre 2007, le chef Pol Martin s'éteint après avoir lutté pendant un an contre un cancer. Il avait 78 ans.